# 何晉樂 (1998年)
何晉樂（英語：Timothy Ho，1998年10月9日—），香港男演員，無綫電視第29期藝員訓練班出身，現為無綫電視基本藝人合約藝員。

## 作品
- 《愛·回家之開心速遞》分飾 島大學生Tony/Tommy[1][2]
- 《木棘証人》（2020年）[3]
- 《美麗戰場》（2022年）
- 《痞子殿下》 （2022年）[1]
- 《黯夜守護者》（2022年）[1]
- 《食腦喪B》（2022年）[1]
- 《旁觀者》（2024年）
- 《再見·枕邊人》（2024年）飾 李茂
- 《法證先鋒6 倖存者的救贖》（2024年）飾 胡力燦
- 《痞子無間道》（2025年）飾 鞭保鑣
- 《奪命提示》（2025年）飾 保安
- 《虛擬情人》（2025年）飾 Server
- 《麻雀樂團》（2025年）飾 樂團樂手

## 家庭
何晉樂來自足球世家，祖父為香港著名守門員何容興，父親何家龍及伯父何家興亦曾經是甲組球員。何家龍曾從事電影道具工作，並客串幕前演出；何容興亦曾客串演出電影。